# Jakob Jehoschua Falk
Jakob Jehoschua Falk (hebr. יעקב יהושע פאלק; geboren am 19. Dezember 1680 in Krakau; gestorben am 16. Januar 1756 in Offenbach am Main) war Rabbiner und Oberrabbiner von Frankfurt am Main sowie Lemberg und ein bedeutender Talmudist. Nach seinem Hauptwerk ist er unter dem Namen Pne Jehoschua bekannt.

## Leben und Werk

### Jugend und Ausbildung
Falk wurde im polnischen Lemberg von jüdischen Schriftgelehrten unterrichtet. Mütterlicherseits war er ein Enkel des in Krakau ansässigen Rabbiners Joschua Höschel ben Joseph (geb. ca. 1578; gest. 16. August 1648). Im Jahr 1702 verlor er seine Mutter, seine junge Ehefrau und sein kleines Kind durch eine Schießpulverexplosion, die das von der Familie bewohnte Haus in Lemberg völlig zerstörte. Er selbst überlebte dieses Unglück nur knapp: Er wurde verschüttet und gelobte, im Falle seines Überlebens ein Buch zu schreiben, woraus sein Werk Pne Jehoschua entstand. Der Kotzker Rebbe überliefert, dass der Pnej Jehoschua vor Beginn seiner Schreibtätigkeit den gesamten Talmud sechsunddreißigmal gelernt hatte.

### Funktionen

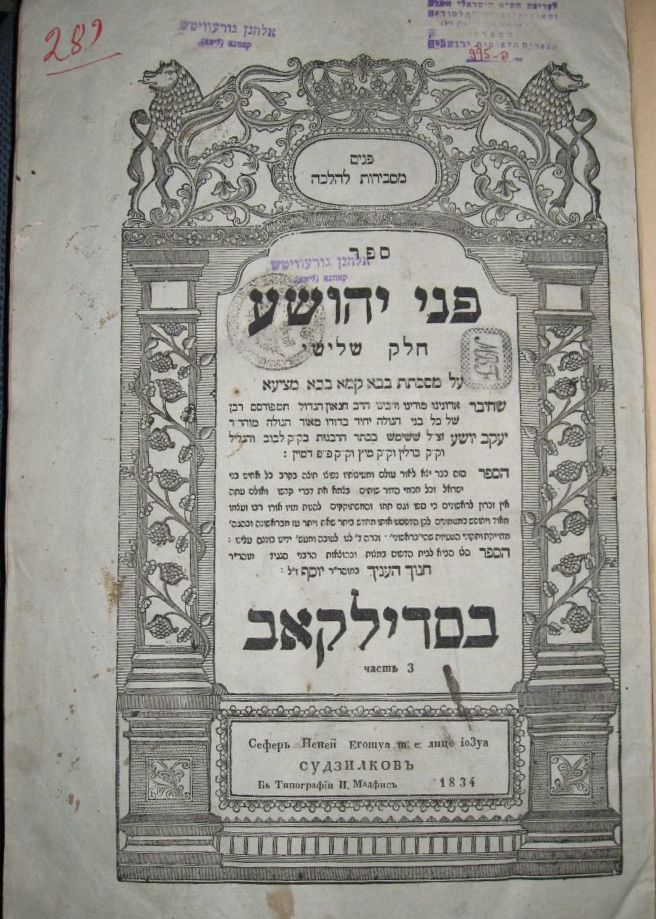
Deckblatt des Werkes Pene Yehoshua, dritter Teil, Sydlykov 1834

Er war schon in jungen Jahren ein großer Tora-Gelehrter. Er wurde zunächst als Rabbiner in die galizischen Orte Tarli und Lesko berufen, 1717 löste er Rabbi Zwi Hirsch ben Jakob Aschkenasi als Oberrabbiner von Lemberg ab, der ihn auch für diese Position empfohlen hatte.
1731 erhielt er seine Berufung nach Berlin, wo er gegen den einflussreichen Veitel Heine Ephraim aktiv wurde. Gegen Ende seiner Amtszeit 1734 wurde er daher vorzeitig zur Aufgabe seines Amtes gedrängt. Danach wurde er Rabbiner im lothringischen Metz, ein Amt, das er sieben Jahre lang bis 1941 ausübte (im selben Jahr folgte Jonathan Eybeschütz als Rabbiner in Metz). Danach wurde Falk zum Oberrabbiner von Frankfurt am Main berufen, wo er sich sowohl mit Differenzen innerhalb der auseinanderstrebenden jüdischen Gemeinde konfrontiert sah als auch mit antisemitischen Anwürfen der Frankfurter Stadtoberen. Beides bewirkte, dass seine Amtszeit schwierig geriet. Im über Jahre ausgetragenen Streit zwischen Jacob Emden und Jonathan Eybeschütz bezog Falk Stellung gegen Eybeschütz und wurde 1750 ultimativ gezwungen, Frankfurt am Main zu verlassen und sein Amt niederzulegen.
Nach mehreren Jahren der Wanderschaft von Stadt zu Stadt ließ er sich für einige Jahre in Worms nieder, in der eine ebenfalls sehr bedeutende jüdische Gemeinde bestand. Schließlich wurde er erneut nach Frankfurt am Main berufen, aber seine dortigen Widersacher hielten ihn von der Predigt in der Synagoge ab, so dass er die Stadt erneut verließ.

### Reputation
Zu seiner Zeit galt Falk als einer der besten Kenner des Talmud. Seine Buchveröffentlichung mit Kommentaren und Erzählungen zum Talmud unter dem Titel Pene Yehoshua gilt als einer der Klassiker der Ära der Acharonim und dient bis heute als ein wichtiges Standardwerk zum Studium des Talmud, das in den meisten Jeschiwot zu finden ist. Es entstand in vier Teilen, wovon zwei in Frankfurt am Main veröffentlicht worden sind (1752). Der dritte Teil (erschienen 1766) mit seinem Pesak bet-Din Hadash und der vierte Teil (erschienen 1780) mit ergänzenden Talmud-Erzählungen über Tur Hoshen Mishpat und Likkutim wurden in Fürth verlegt. Sein Kommentar zum Pentateuch hingegen liegt nicht in gedruckter Form vor.

## Grabmal

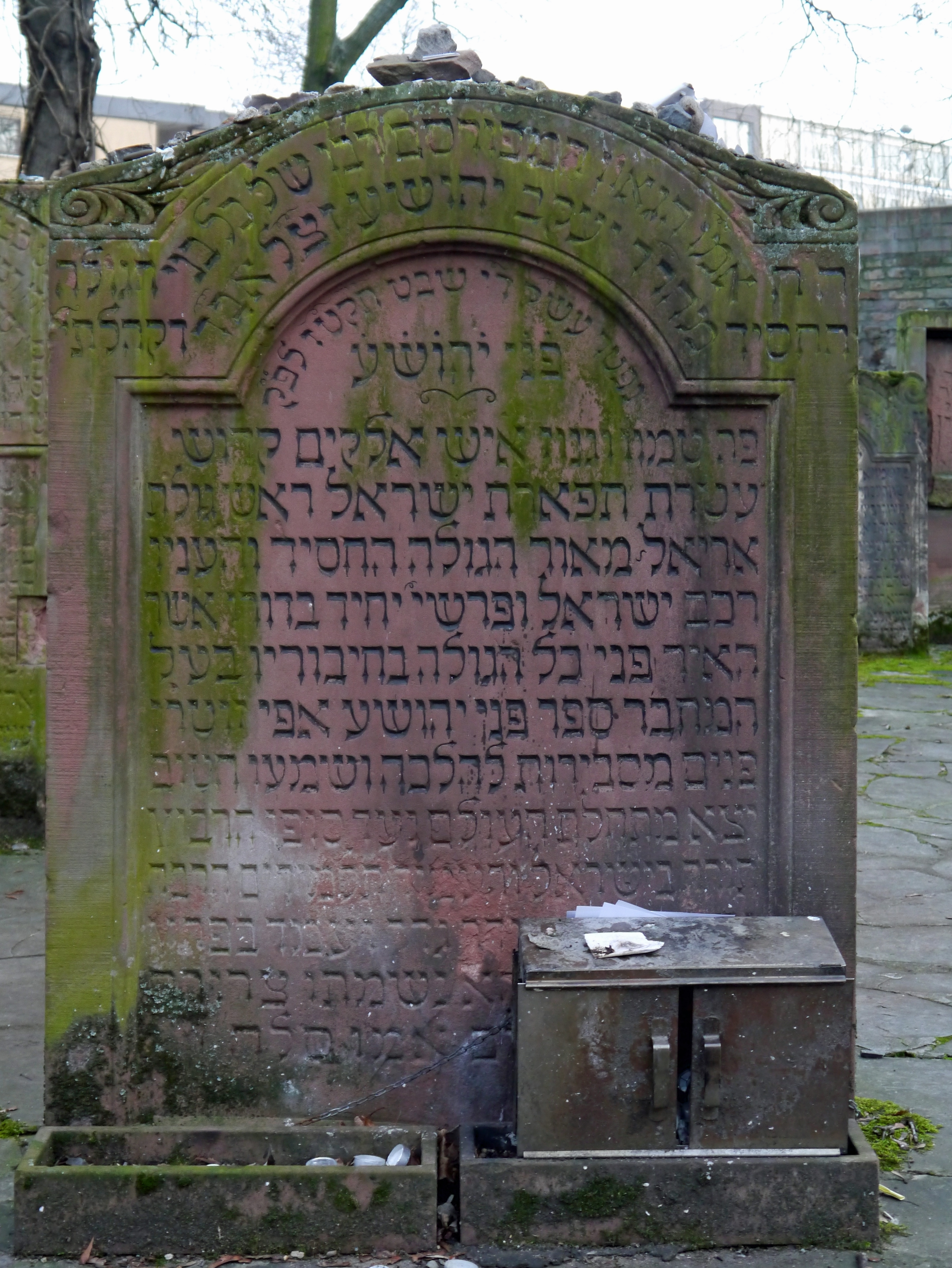
Grabstein auf dem Ehrenfeld des jüdischen Friedhofes an der Battonnstraße in Frankfurt am Main

Falk verstarb im Alter von 75 Jahren in Offenbach am Main. Er wurde auf dem Jüdischen Friedhof zu Frankfurt am Main begraben. Sein Grabstein ist heute auf dem dortigen Ehrenhain platziert. Die Inschrift kann über den Link bei den Einzelnachweisen aus einer Datenbank abgerufen werden.